# Straitsman (schip, 2005)
M/S Straitsman, voorheen M/S Dueodde, is een schip dat oorspronkelijk toebehoorde aan de rederij BornholmerFærgen te Bornholm in Denemarken. Ze is het zusterschip van de M/S Hammerodde die voor diezelfde rederij vaart. Ze heeft een capaciteit van 1235 meter rijbaan, 400 passagiers en 108 bedden in 60 kajuiten. Het schip werd door BornholmerFærgen gebruikt als veerboot. Per december 2010 is het schip in Nieuw-Zeeland in dienst genomen. Ze is gekocht door het Nieuw-Zeelandse "Strait Shipping" en vaart nu voor rederij Bluebridge op de Straat Cook.

## Geschiedenis en type
In 2004 kreeg de Nederlandse Merwede Scheepswerf de bouwopdracht voor twee nieuwe veerschepen voor rederij Bornholms Trafikken en bouwde er zelf één, de Hammerodde. In opdracht van Merwede Shipyard in Hardinxveld-Giessendam bouwde Volharding Shipyards te Harlingen de Dueodde. Beide schepen zijn zogeheten ropax-ferries, veerboten voor het vervoer van zowel passagiers als voertuigen.
Vanaf 1 mei 2005 tot 10 oktober 2010 is het schip in de vaart geweest op de routes Rønne - Køge, Rønne - Ystad en Rønne - Sassnitz. In 2010 werd de Dueodde verkocht aan het Nieuw-Zeelandse Bluebridge / "Strait Shipping" en werd vanaf die datum uit de dienstregeling gehaald. Het schip werd hernoemd tot Straitsman en werd in dienst genomen op de Straat Cook.